# Lucy Diggs Slowe
Lucy Diggs Slowe (Berryville, 4 luglio 1883 – Washington, 21 ottobre 1937) è stata un'educatrice, tennista e attivista statunitense, nonché la prima donna di colore a ricoprire la carica di preside delle donne in un'università americana. È stata una delle fondatrici della confraternita femminile Alpha Kappa Alpha, la prima fondata da donne afroamericane.
La Slowe è stata una campionessa di tennis, vincendo il titolo nazionale del primo torneo dell'American Tennis Association nel 1917, la prima donna afroamericana a vincere un titolo sportivo importante. Nel 1922 la Slowe fu nominata la prima preside delle donne alla Università Howard. Continuò a ricoprire questo ruolo per 15 anni fino alla sua morte. Inoltre creò e guidò due associazioni professionali per assistere gli amministratori universitari.

## Primi anni e formazione
Lucy Diggs Slowe nacque a Berryville, Virginia, da Henry Slowe e Fannie Potter Slowe. Mentre varie fonti indicano il 1885 come anno di nascita, altre sostengono che sia il 1883. Era cresciuta in una famiglia con sette figli. Il padre era un albergatore, proprietario di un ristorante e contadino. Morì prima che Lucy compisse un anno e sua madre morì poco dopo. Dopo la morte della madre Lucy e sua sorella Charlotte furono cresciute dalla zia Martha Price a Lexington, in Virginia. A tredici anni Lucy e la sua famiglia si trasferirono a Baltimora, nel Maryland, dove frequentò la Baltimore Colored High and Training School. Si laureò seconda della sua classe nel 1904, conquistando una delle due borse di studio sponsorizzate dal consiglio scolastico della città di Baltimora per la Università Howard.
Fu la prima persona della sua scuola a frequentare l'Università Howard, il più importante college storico per neri della nazione, in un'epoca in cui solo 1/3 dell'1% degli afroamericani e il 5% dei bianchi in età scolare frequentavano un college.
Dopo la laurea nel 1908 tornò a Baltimora per insegnare inglese al liceo. Durante le estati iniziò a studiare alla Columbia University di New York, dove conseguì il Master of Arts nel 1915.
È sepolta nel cimitero del Lincoln Memorial a Suitland, Maryland.

## Carriera

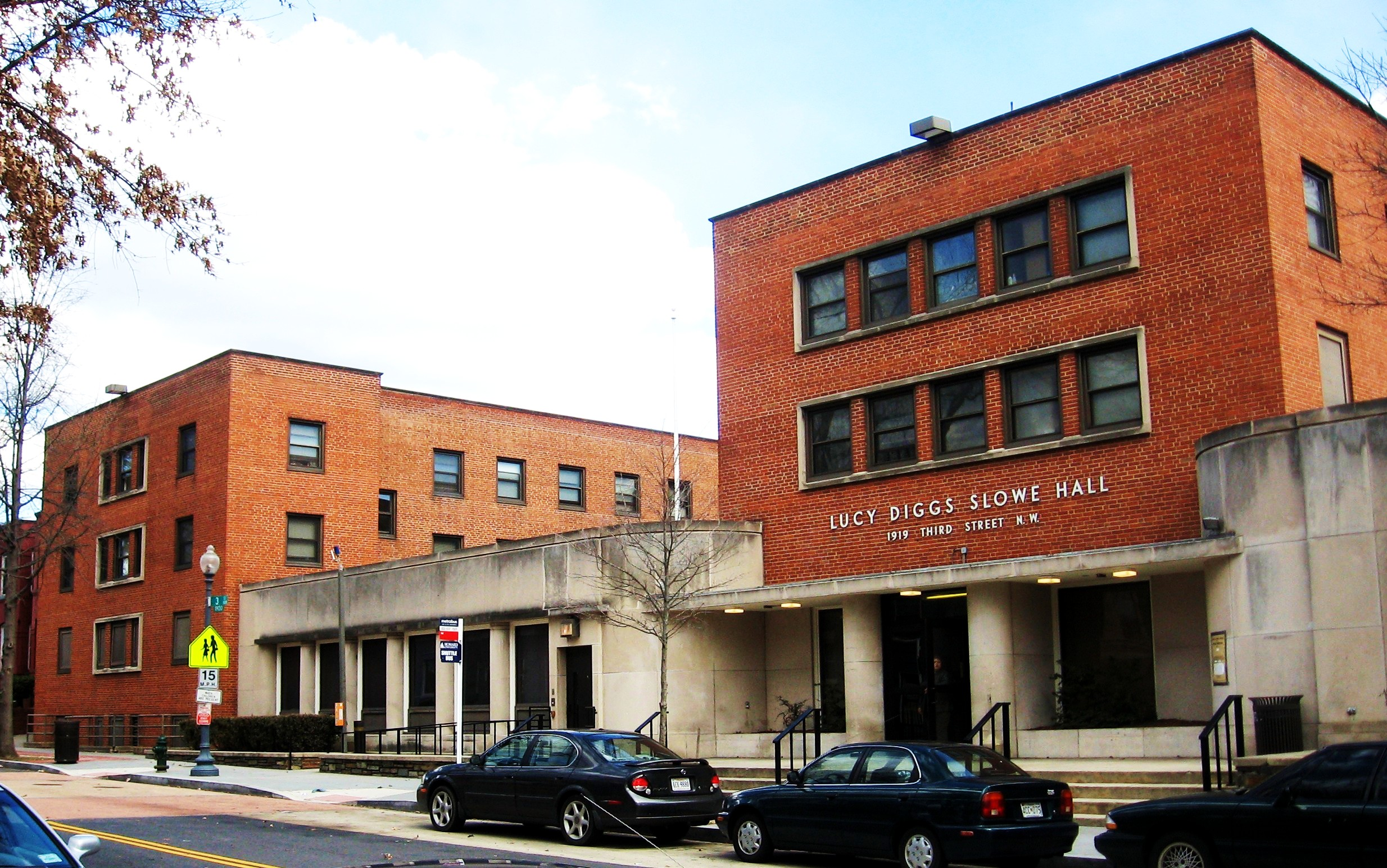
Un'immagine dell'ex Slowe Hall. L'edificio si trovava tra la Third Street e la T Street, nel campus della Università Howard. L'edificio è stato progettato da Louis Justement.

Dopo aver conseguito il master tornò a Washington per insegnare. Dato che il Distretto era gestito come parte del governo federale, gli insegnanti afroamericani delle scuole pubbliche facevano parte del servizio civile ed erano retribuiti nella stessa misura degli europei-americani. Il sistema attirava insegnanti eccezionali, soprattutto per la Dunbar High School, la scuola superiore accademica per afroamericani. Nel 1919 il Distretto di Columbia chiese a Lucy Slowe di creare la prima scuola media nel suo sistema per i neri e poi la nominò preside. Diresse la scuola media Shaw fino al 1922, creando la prima formazione integrata in servizio per insegnanti di scuola media nel Distretto. Nel 1917 vinse il primo torneo dell'American Tennis Association. Fu la prima donna afroamericana a vincere un importante titolo sportivo.
Nel 1922 l'Università Howard nominò Lucy Slowe primo preside delle donne. Fu la prima donna afroamericana a ricoprire tale carica in un'università degli Stati Uniti. Come preside delle donne all'Università Howard, trasmise la sua visione della formazione delle donne per il mondo moderno. Secondo i suoi scritti il mondo moderno era un luogo in cui tutte le persone “lottavano per il successo professionale e la realizzazione personale”. La Slowe corse grossi rischi professionali per denunciare le molestie sessuali nei confronti delle studentesse da parte dei docenti maschi. Nel 1927 scrisse un promemoria in merito alle preoccupazioni di un genitore per il linguaggio volgare e “improprio” di un professore. Questo fu uno dei primi casi scritti di violenza sessuale nei confronti di donne di colore. Dopo essersi schierata a favore delle studentesse il rapporto della Slowe con i docenti maschi fu difficile per il resto del suo periodo alla Howard.
Oltre a essere preside delle donne, la Slowe era membro della facoltà del dipartimento di inglese. Continuò a lavorare come amministratrice universitaria alla Howard per il resto della sua carriera, fino alla sua morte, avvenuta il 21 ottobre 1937.

## Attivismo
Lucy Diggs Slowe è stata una delle nove fondatrici dell'Alpha Kappa Alpha Sorority, Incorporated presso la Università Howard. Ha svolto un ruolo fondamentale nella stesura della costituzione della sorellanza. È stata anche la prima presidente della sezione.
È stata attiva sia sulla scena politica locale che nazionale. Ha fatto parte del DuBois Circle, un gruppo di donne nere che si incontrava per discutere di questioni di attualità e di arte.
Inoltre ha fondato sia la National Association of College Women, che ha guidato per diversi anni come prima presidente, sia la Association of Advisors to Women in Colored Schools.

## Vita privata
La Slowe incontrò Mary P. Burrill, drammaturga e collega insegnante, nel 1912. Dopo che la Slowe si fu trasferita a Washington, le due donne acquistarono una casa insieme. Furono una coppia per 25 anni, ma nascosero la loro relazione romantica a tutti tranne che ai loro amici più cari. Dopo che la Slowe fu nominata preside delle donne alla Howard, acquistarono una casa nella vicina Brookland, dove vissero per 15 anni fino alla morte della Slowe. La Slowe-Burrill House è stata inserita nel National Register of Historic Places nel 2020.

## Onorificenze

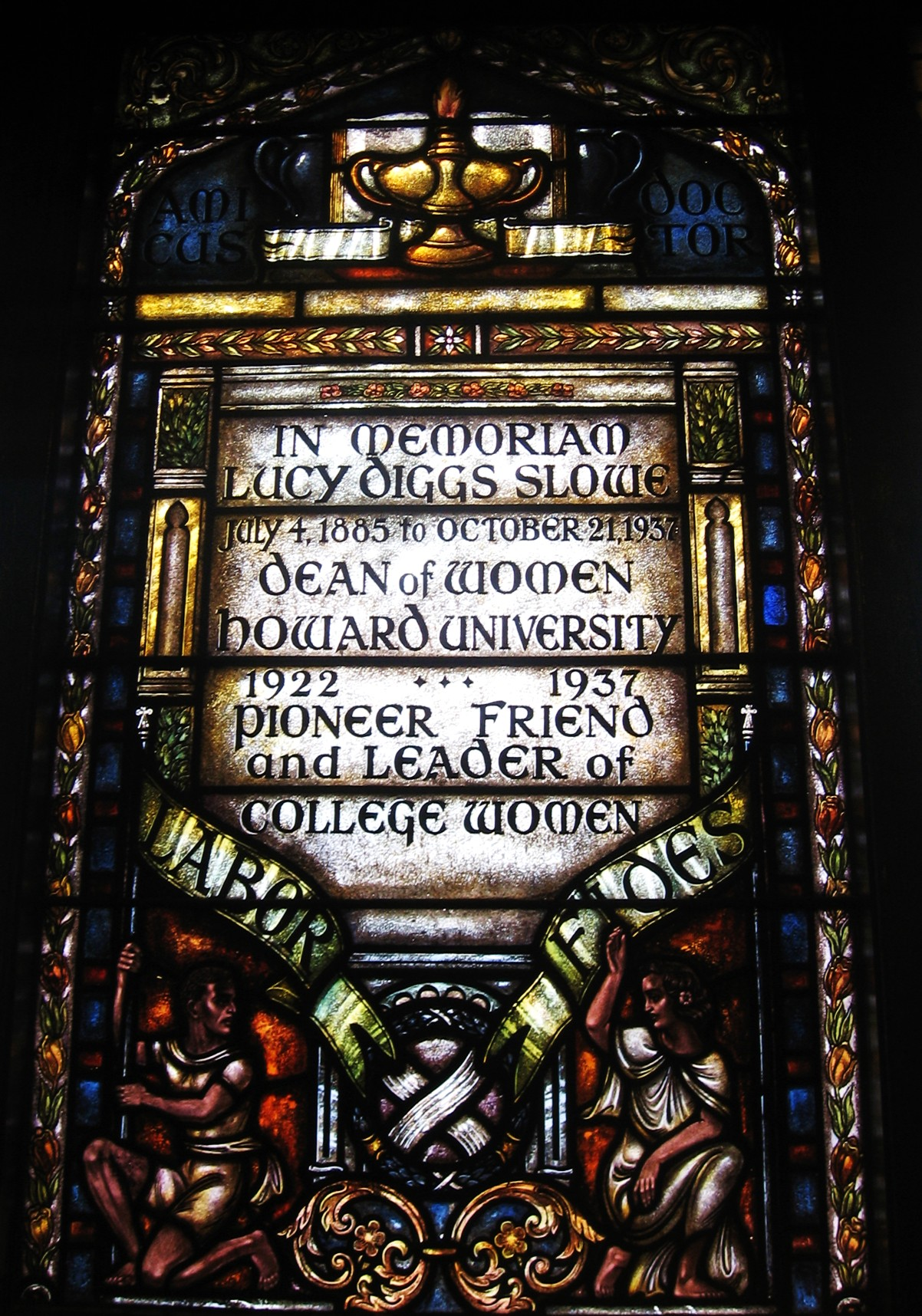
Finestra all'interno della cappella Rankin della Università Howard

- Nel 1942 il governo degli Stati Uniti costruì un dormitorio per ospitare le lavoratrici afroamericane impiegate nel governo, poiché gli alloggi in città erano estremamente affollati a causa dei nuovi lavoratori per lo sforzo bellico. Dopo la seconda guerra mondiale, il governo trasferì l'edificio alla Università Howard per utilizzarlo come dormitorio. Chiamato Lucy Diggs Slowe Hall in suo onore, fu inaugurato nel 1943.[23] Situato al 1919 di Third Street NW, oggi l'edificio è gestito dalla Howard come residenza mista.[24]
- Il Distretto di Columbia ha intitolato a lei una scuola elementare nel nord-est di Washington. Chiusa nel 2008, è stata riaperta come scuola privata con il nome di Mary McLeod Bethune.[7]
- Nel 1986 la 70ª Convention della National Association of Women Deans, Administrators and Counselors ha formalmente riconosciuto i contributi di Slowe. Ha presentato una targa a lei dedicata da appendere presso la sua sede a Washington.[7]
- La Slowe è stata inserita tra le donne protagoniste della mostra Breaking the Barriers: The ATA and Black Tennis Pioneers, sponsorizzata dall'International Tennis Hall of Fame and Museum dal 25 agosto al 9 settembre 2007.[25]
- L'11 aprile 2015 il progetto First Street Tunnel ha chiamato la sua fresa meccanica “Lucy” in onore della Slowe.
- Nel 2017 il Virginia Department of Historic Resources ha eretto un monumento storico dedicato alla Slowe nella sua città natale, Berryville.[26]